# Aristolochia teretiflora
Aristolochia teretiflora är en piprankeväxtart som beskrevs av H. W. Pfeifer. Aristolochia teretiflora ingår i släktet piprankor, och familjen piprankeväxter. Inga underarter finns listade i Catalogue of Life.